# Cantonul Mainvilliers
Cantonul Mainvilliers este un canton din arondismentul Chartres, departamentul Eure-et-Loir, regiunea Centru, Franța.

## Comune
| Comune                                       | Populație (1999) | Cod poștal | Cod INSEE |
| -------------------------------------------- | ---------------- | ---------- | --------- |
| Bailleau-l'Évêque                            | 1153             | 28300      | 28022     |
| Chartres (fraction nord-ouest de la commune) | 2.453            | 28000      | 28085     |
| Lèves                                        | 4.826            | 28300      | 28209     |
| Mainvilliers                                 | 10.289           | 28300      | 28229     |
| Saint-Aubin-des-Bois                         | 944              | 28300      | 28325     |